# Водяной оленёк
Водяной оленёк, или африканский оленёк (лат. Hyemoschus aquaticus) — вид млекопитающих из семейства оленьковых отряда парнокопытных.

## Внешний вид
Водяной оленёк — самый крупный вид в семействе: его высота в холке — 30—35 см, длина тела — 75—85 см. Задние ноги короче передних. Светло-коричневый окрас. На спине — светлые пятна. По бокам тянутся две светлые полосы. Рогов у водяных оленьков нет, зато у самцов есть острые и удлинённые верхние клыки, выступающие наружу.

## Образ жизни
Эти оленьки ведут преимущественно ночной образ жизни. Живут поодиночке, и пары образуются лишь на момент спаривания. Спят они, подогнув под себя маленькие ножки, а не стоя. Иногда они прячутся на деревьях, куда взбираются по лианам.

## Враги
У этого маленького зверька много врагов — леопарды и хищные птицы. Так как оленьки не умеют быстро бегать, от хищников они скрываются под водой: бросаются к речке и ныряют под воду, шагая по дну или скрываясь под каким-нибудь укрытием, время от времени незаметно высовывая нос для дыхания. Ближе к утру животное возвращается в своё убежище, чтобы передневать и спрятаться.

## Питание
Питается оленёк водными растениями, плодами, мелкими ракообразными, редко рыбой и падалью. Может поймать мелкого грызуна, с которым справится с помощью своих острых клыков. Плотоядные привычки этого зверька достаточно редки для парнокопытных.

## Обитание
Встречается водяной оленёк в густых тропических лесах Африки близ пресных водоёмов.

## Размножение
Пары оленьки строят только в период размножения. Беременность у самки длится около 5 мес. Рождается один детёныш. Когда мать уходит на поиски пищи, оставляет его в укромном месте. Через полчаса после рождения малыш встаёт на ножки, через две недели пробует пищу взрослых оленьков. В 5 месяцев детёныши становятся взрослыми.

## Водяной оленёк и человек
Путешественник и исследователь Джеральд Даррелл упоминает это животное, рассказывая о своих приключениях в Африке. Исследователь отмечал его крайнюю доброжелательность и доверчивость: принесённый ему оленёк позволил себя ласкать и принял пищу из рук человека.
Местные жители охотятся на это парнокопытное ради вкусного мяса.